# 食人鲳
食人鱼（葡萄牙語：Piranha，读音：/piˈɾɐ̃ɲɐ/; 英文：發音： /pɪˈrɑːnjə/或/pɪˈrænjə/）亦稱作食人鯧、水虎鱼或比拉鱼，为南美洲河流内的一类杂食性淡水鱼，是锯脂鲤科下的一个族。在委内瑞拉，这种鱼被当地人称为“加勒比”（Caribes），当然，这种鱼主要还是因其锋利的牙齿以及肉食性而为人们所知，一般作為淡水觀賞魚以及食用魚用途。

## 分类
食人鱼属于锯脂鲤科，其与许多杂食性鱼类是近亲，例如淡水鲳鱼（Pacu，葡萄牙語發音：[paˈku]） 。事实上，從牙齿构造来看，只有四个属才能算是真正的食人鱼，即锯啮脂鲤属、臀点脂鲤属、尻锯脂鲤属和锯脂鲤属。不过，最近的研究指出，如果食人鱼是单系群的话，那么该属将只限于锯脂鲤属、臀点脂鲤属和一部分的锯啮脂鲤属，或者将这个分类群扩大加入尻锯脂鲤属、下锯脂鲤属并加上条纹锯啮脂鲤这个种。一些研究发现，尻锯脂鲤属这个属相较于其他三个食人鱼中的属来说同下锯脂鲤属的关系更加密切。
到底有多少种食人鱼，这个问题到现在依然是未知并且还是存在争议的。新的食人鱼物种依然在不断的发现中，而物种数量的估计范围大致在三十种到六十种之间。

## 分布
食人鱼广泛分布在亚马逊河流域，奥里诺科河，圭亚那的河流，巴拉圭河，巴拉那河及圣弗朗西斯科河流域中。一些种类的食人鱼在上述提到的几条河流中的几个流域中都有分布，而其他的一些食人鱼物种分布则较为有限。水族箱观赏用的食人鱼已经被引入美国并且被发现已经流入到波托马克河，密苏里的欧扎克斯湖及威斯康辛州的温纳贝戈湖，不过这些食人鱼一般活不过寒冷的冬天。同样的，在孟加拉国的卡普泰湖中人们也发现了食人鱼。
中国政府曾在2002年到2003年集中打击处理了中国国内养殖食人鱼的问题，不以宠物为目的养殖的海洋馆也销毁了食人鱼，目前中国的海洋馆并没有食人鱼。不过还是有人担心可能有一些鱼苗流入到黄河之中。2012年7月，有媒体报道称广西柳州柳江附近发生了一起食人鱼袭人事件，报道中当地渔政部门也透露这已并不是食人鱼第一次出现在柳江内。
一些调查表明，食人鱼的种群已经从他们原始栖息地被散布到世界各地的河流中，一些不良鱼商为了躲避本国警察的追捕，通过将食人鱼散入当地水域来销赃来躲避制裁。

## 特征

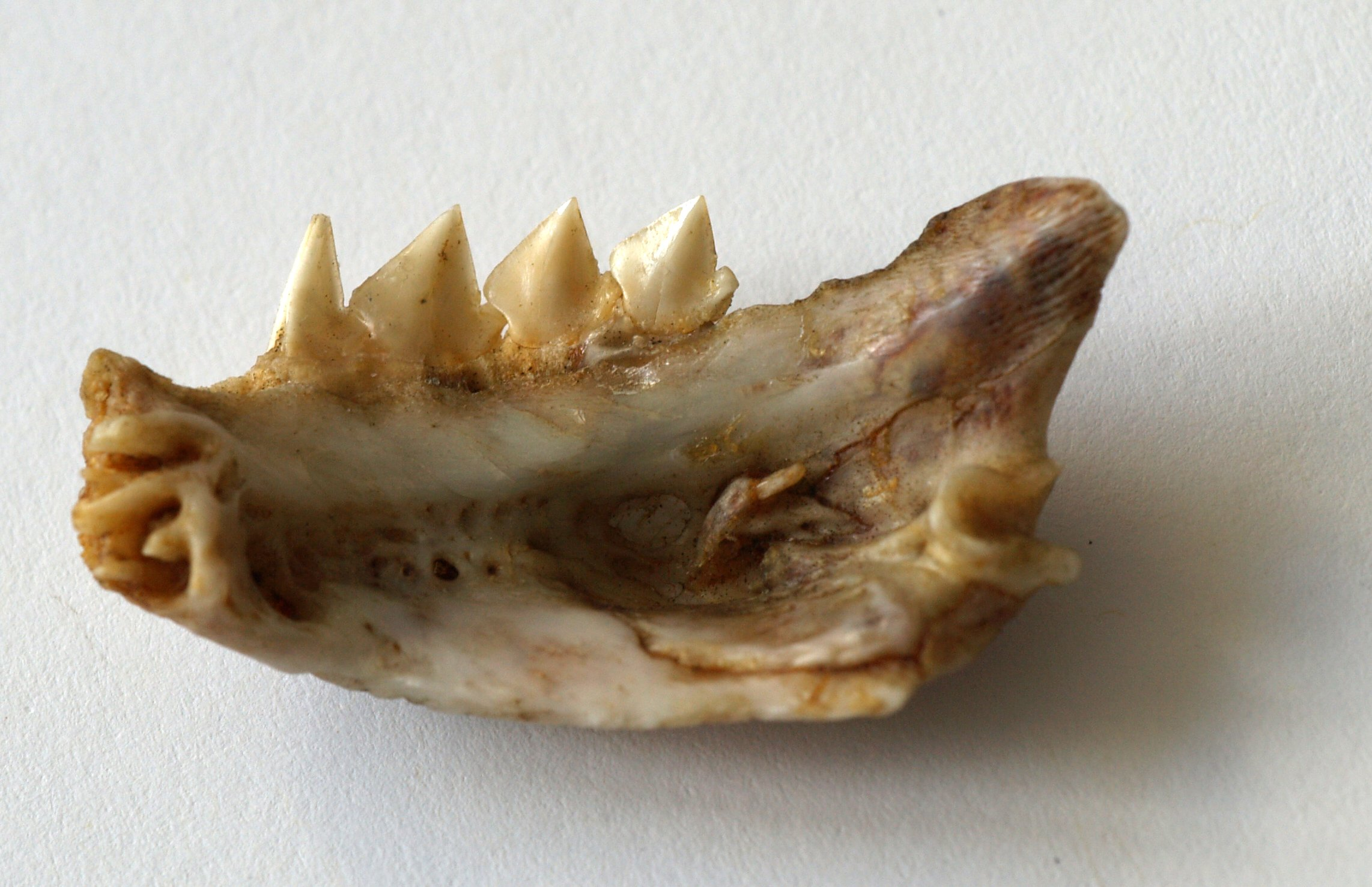
红腹食人鱼的额骨

食人鱼的长度一般在14到26厘米左右（5.5至10.25英寸），不过一些报告目击到43厘米长（17英寸）的食人鱼。
锯啮脂鲤属，臀点脂鲤属，尻锯脂鲤属和锯脂鲤属由于他们独特的齿列所以十分容易被辨认出来。所有食人鱼的牙齿都紧密的单层排列固定在上下两块额骨上，锋利的牙齿易于刺穿及切断猎物。一颗颗的牙齿一般都呈三角形，尖状或者是呈叶状。不过对食鱼鳞的下锯脂鲤属来说，这些鱼前额骨的牙分成两排分布。

## 习性
食人鱼是当地生态圈里重要的组成部分。他们广泛的分布在静水和湍急的河流等多种多样的环境中，不过他们也很大程度上也阻碍的当地低洼地区的排水。在食人鱼的栖居地中食人鱼的种类繁多，经常有多个种类的食人鱼生活在一起。作为一种食肉动物及食腐动物，他们以植物，鱼类，虫子和一些比自身较大的动物为食，它们的存在影响到了当地鱼群结构的构成及分布。一些食人鱼也以植物种子为食，不过这跟大盖巨脂鲤及短蓋肥脂鲤不同，食人鱼将这些种子充分的咀嚼，所以他们并不会成为植物种子的散播者。
食人鱼往往以一个凶猛的猎手的形象而为大家所知。不过，最新的研究指出，在“他们是群体合作完成猎食”的前提下，发现食人鱼其实是一种胆小的鱼类，它们只是通过团体行动来保护自己而已，食人鱼还经常遭到鸬鹚、凯门鳄、巨獺、亞馬遜河豚、公牛鯊、巨骨舌魚、電鰻以及各種大型肉食性魚類的捕獵。“他们只是一群有着稍大牙齿的普通鱼类而已”。
研究人员于雨季在巴西维亚纳湖中研究时发现食人鱼在生命中的某个阶段中一直在食草，所以严格的说食人鱼并不是肉食性鱼类。

## 流言

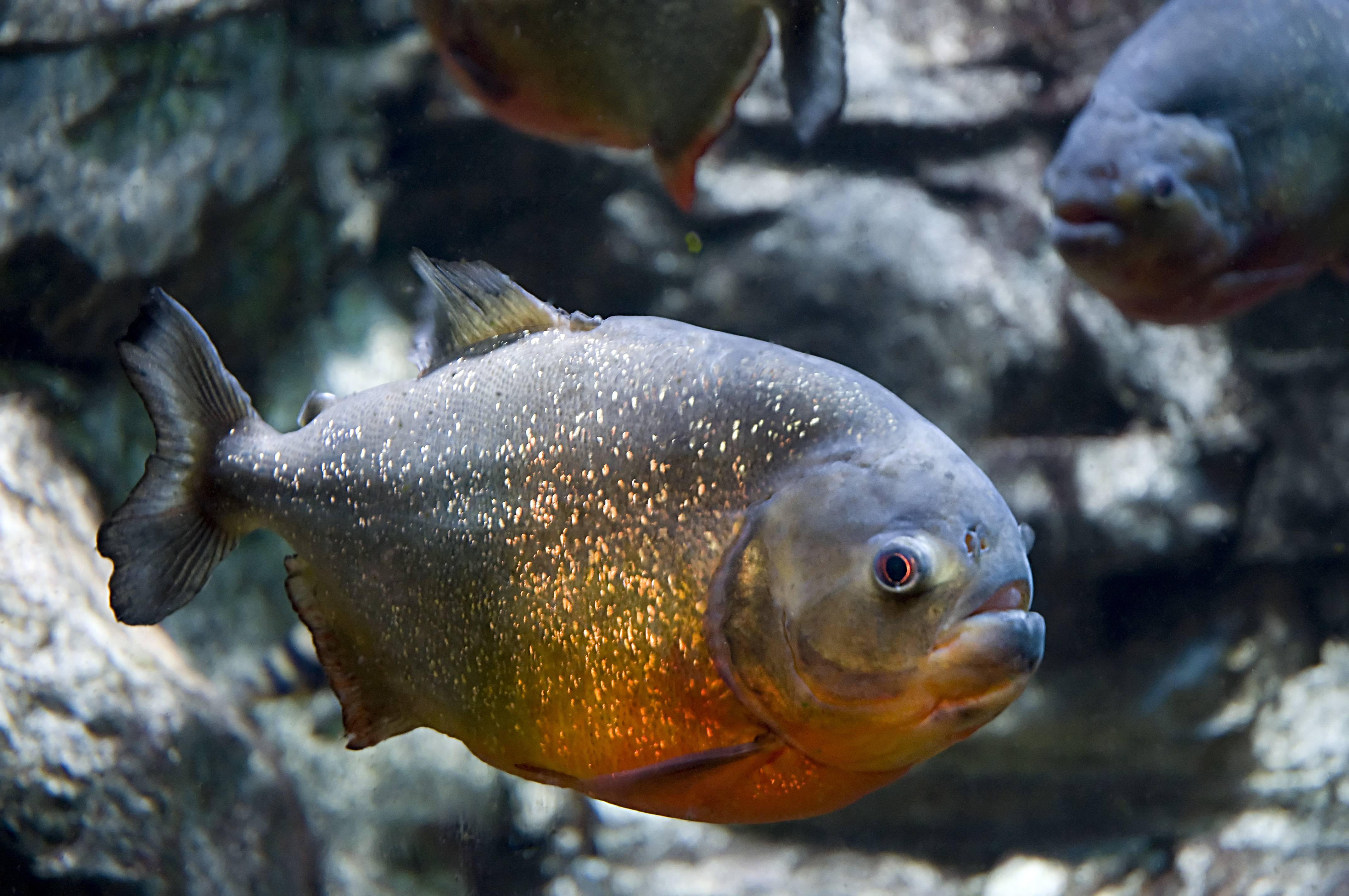
众多食人鱼流言的主角，红腹食人鱼

坊间和網路上经常流传着食人鱼群可以在数十秒内将人或者牛啃死或是食至白骨的传言。这些流言往往特指红腹食人鱼；还有一个流言称食人鱼是种会被血液所吸引的食肉动物；巴西流传的一个流言称食人鱼会在河流中高速行进并将这片水域中所有的牛横扫的一干二净。这些流言都被海尔德·奎罗斯和安妮·马古兰发表在《生物学简报》上的论文所驳斥。不过在苏里南的研究则指出，食人鱼偶尔会攻击人类，不过一般是在水位较低，食物较少而鱼群的密度又高，人群聚落与鱼群发生冲突时才偶尔发生。而这些攻击人类的报告通常又往往发生在那些经常将鱼的内脏或牛杂抛进水中的渔湾附近。

## 与人类的关系

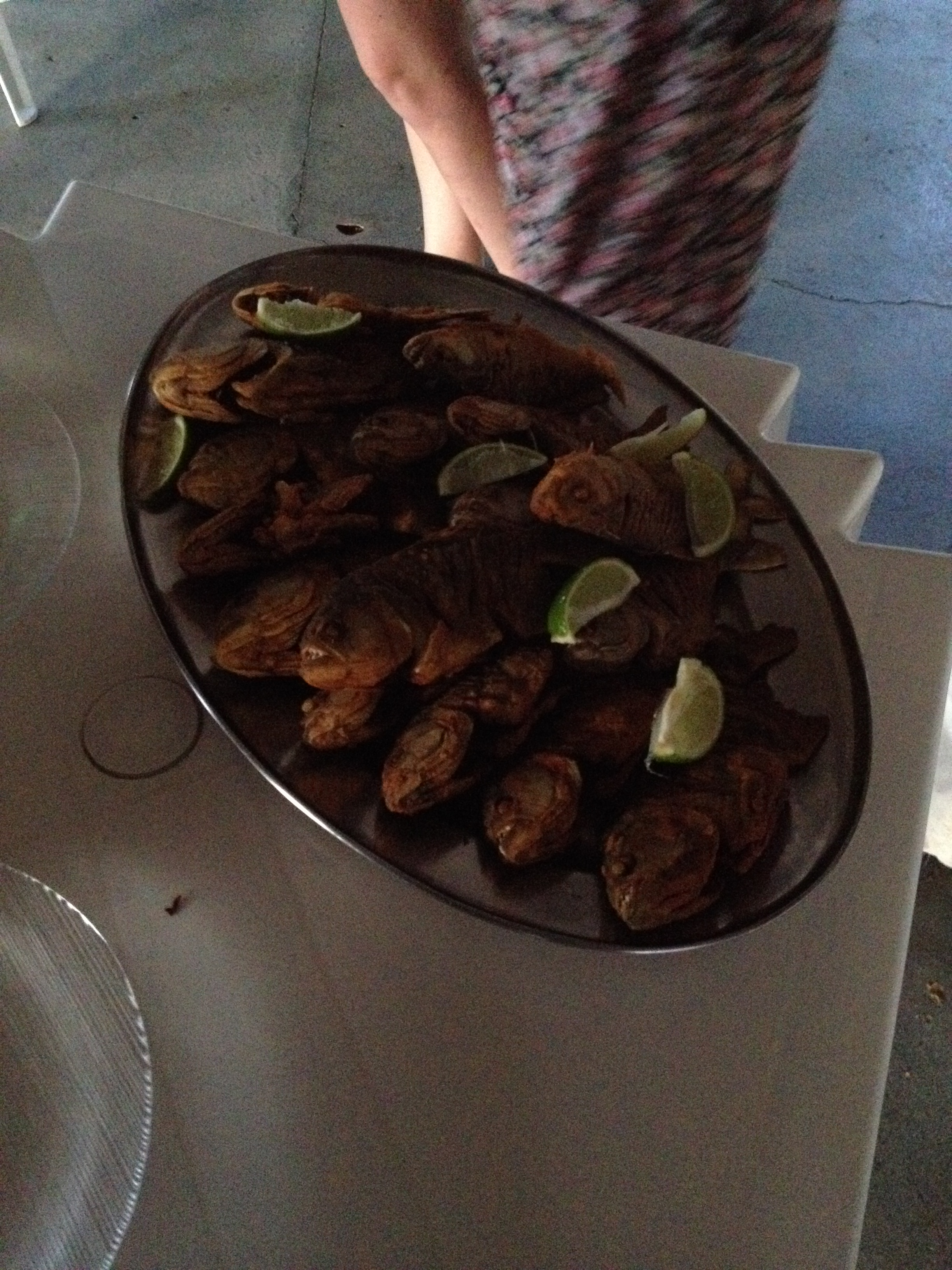
巴西潘特納爾濕地的油炸食人魚，是當地頗受歡迎的漁獲之一

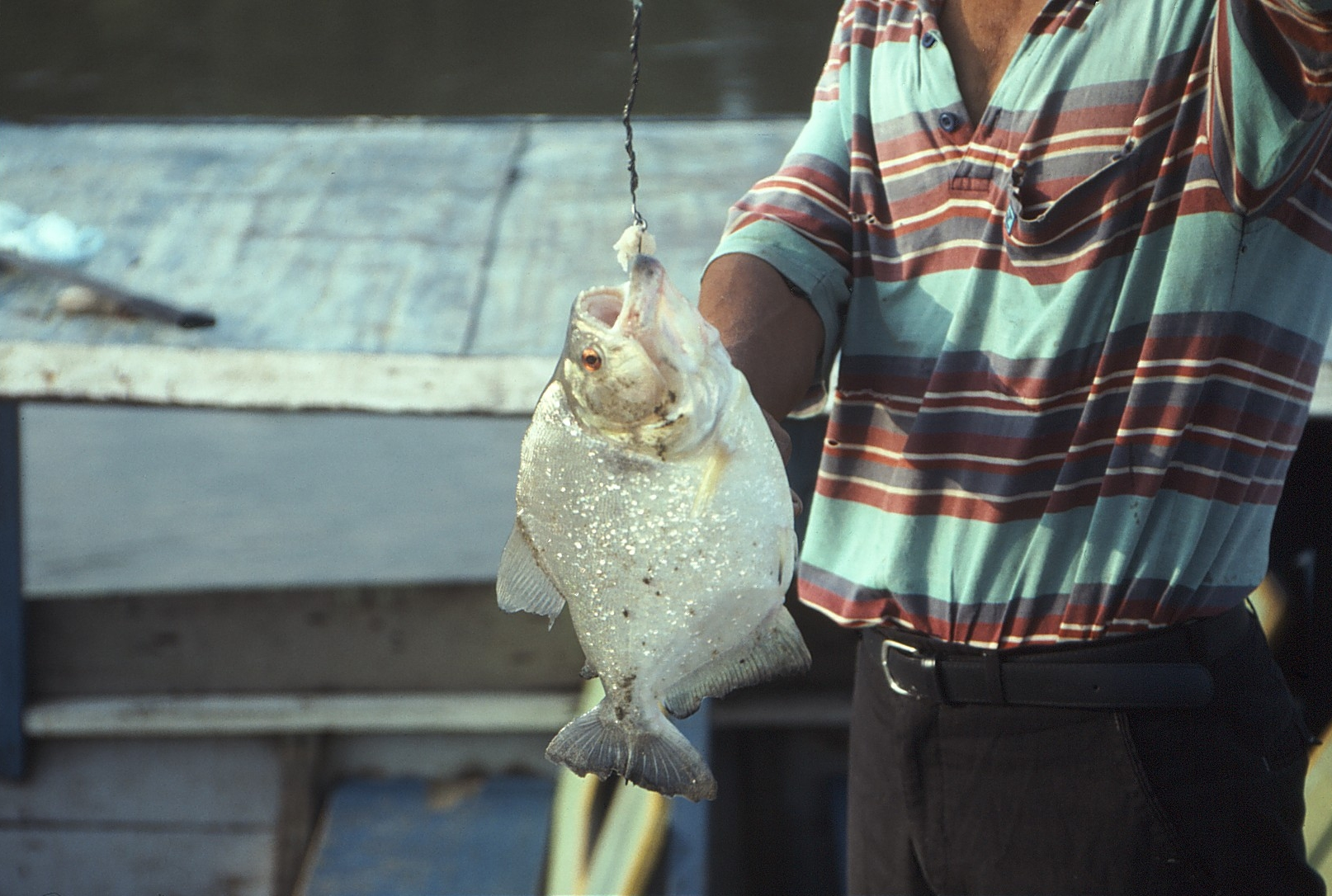
钓鱼者在乌卡亚利河在垂钓到的食人鱼

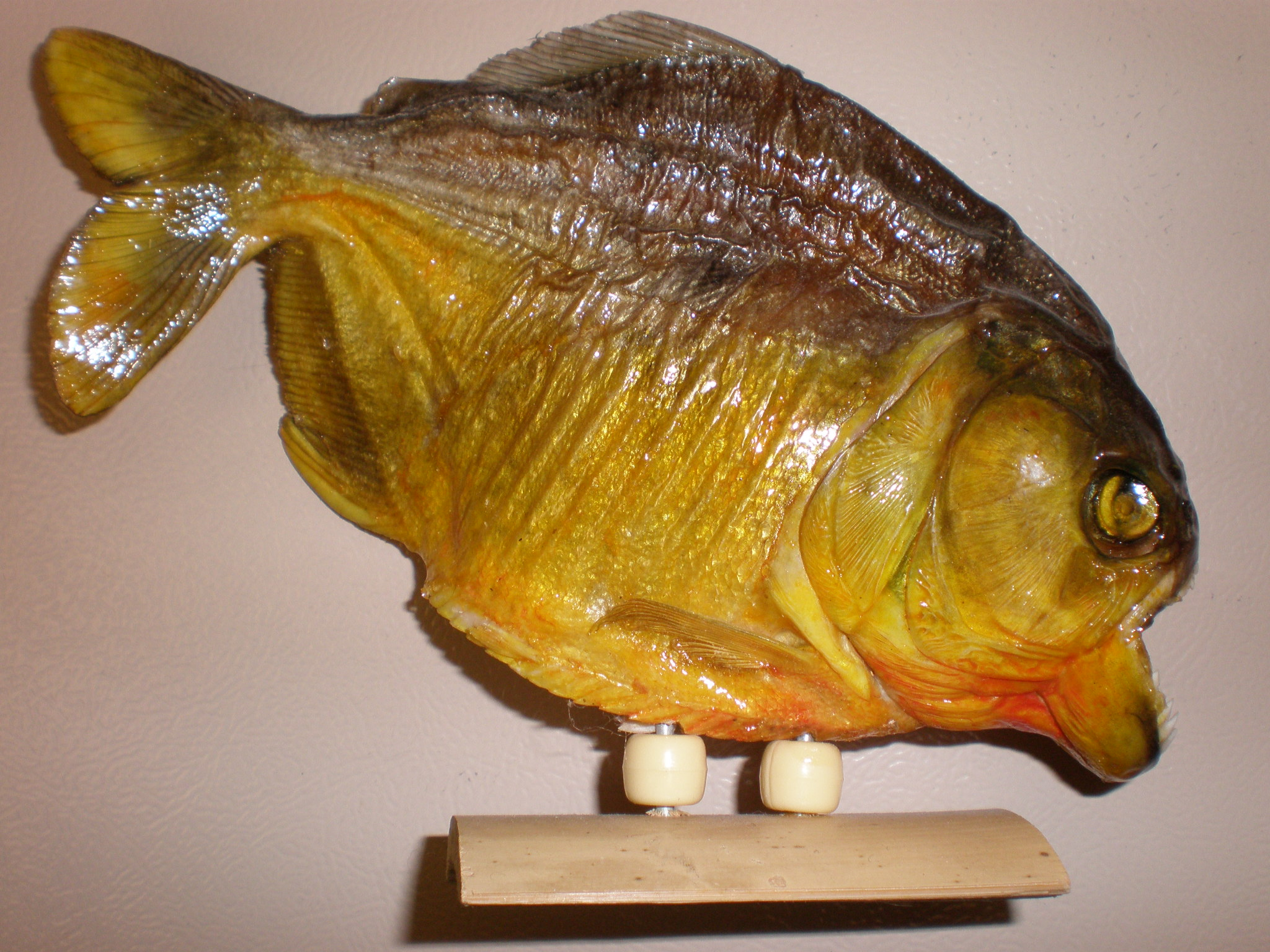
食人鱼的干标本

食人鱼的牙齿会被当地土著作为工具及武器来使用。制作成干标本的食人鱼也成为了受欢迎的旅游纪念品。
食人鱼在当地的餐桌上备受欢迎，市场里也能看见食人鱼。
食人鱼偶尔会伤害河中的游泳者和沐浴者，往往都是因為游泳者个人疏忽而造成的事故。
垂钓食人鱼很简单，因为当渔人用钩子吊起一只食人鱼后，这条鱼往往会被自己的同类攻击。食人鱼也对当地的商业捕鱼及竞技垂钓造成不小的破坏，牠們会偷食诱饵、蚕食渔获、破坏渔网及捕鱼设备，更有甚者，在被捕获时还会攻击人类
。
食人鱼常会出现在鱼类贸易之中，被當作为宠物进行交易，但这种交易在世界许多地方都属违法行为。
水族箱中最常见的食人鱼要数红腹食人鱼，因为很容易买到其鱼苗。在养臀点脂鲤属类食人鱼时最起码要放养4只或4只以上而非仅仅一对，否则会造成食人鱼同类之间的侵犯行为，所以必须要保持所养的食人鱼组成一个较大的群体。被同类攻击而少只眼睛在食人鱼群中是很常见的，如果食物不充足的话，食人鱼最后还会残食同类。

## 文化
食人鱼往往会被好莱坞的电影制作人变成惊险电影的重要元素，在1967年的电影中就刻意描写过食人鱼的“凶残”。

### 相關電影
- 食人鱼 (1978年电影)及其续集：
  - 食人鱼2：繁殖
  - 食人鱼 (1995年电影)
  - 食人鱼3D：2010年电影
  - 食人鱼3DD：2012年电影
- 食人鱼 (1972年电影)
- 食人鱼 (2006年电影)
- 食人鱼 (2019年电影)